# Szafirek modrogardły
Szafirek modrogardły, złocik szafirowy (Chlorestes notata) – gatunek małego ptaka z rodziny kolibrowatych (Trochilidae). Występuje w tropikalnych i subtropikalnych lasach deszczowych Ameryki Południowej. Nie jest zagrożony wyginięciem.

## Taksonomia
Szafirek modrogardły po raz pierwszy opisany został przez Gottfrieda Reicha w Magazin des Thierreich w 1793 roku. Autor nadał nowemu gatunkowi nazwę Trochilus notatus. Dziś większość autorów zalicza go do rodzaju Chlorestes, a epitet gatunkowy zapisuje w formie notata, choć niektórzy autorzy klasyfikują go w rodzaju Chlorostilbon, wówczas z epitetem notatus.
Nazwa rodzajowa Chlorestes pochodzi z greckiego: χλωρος chlōros „zielony”; εσθης esthēs, εσθητος esthētos „szata, ubiór, odzienie”. Epitet gatunkowy pochodzi natomiast z łaciny notata, notatus „wyraźny, markowany, oznaczony”.

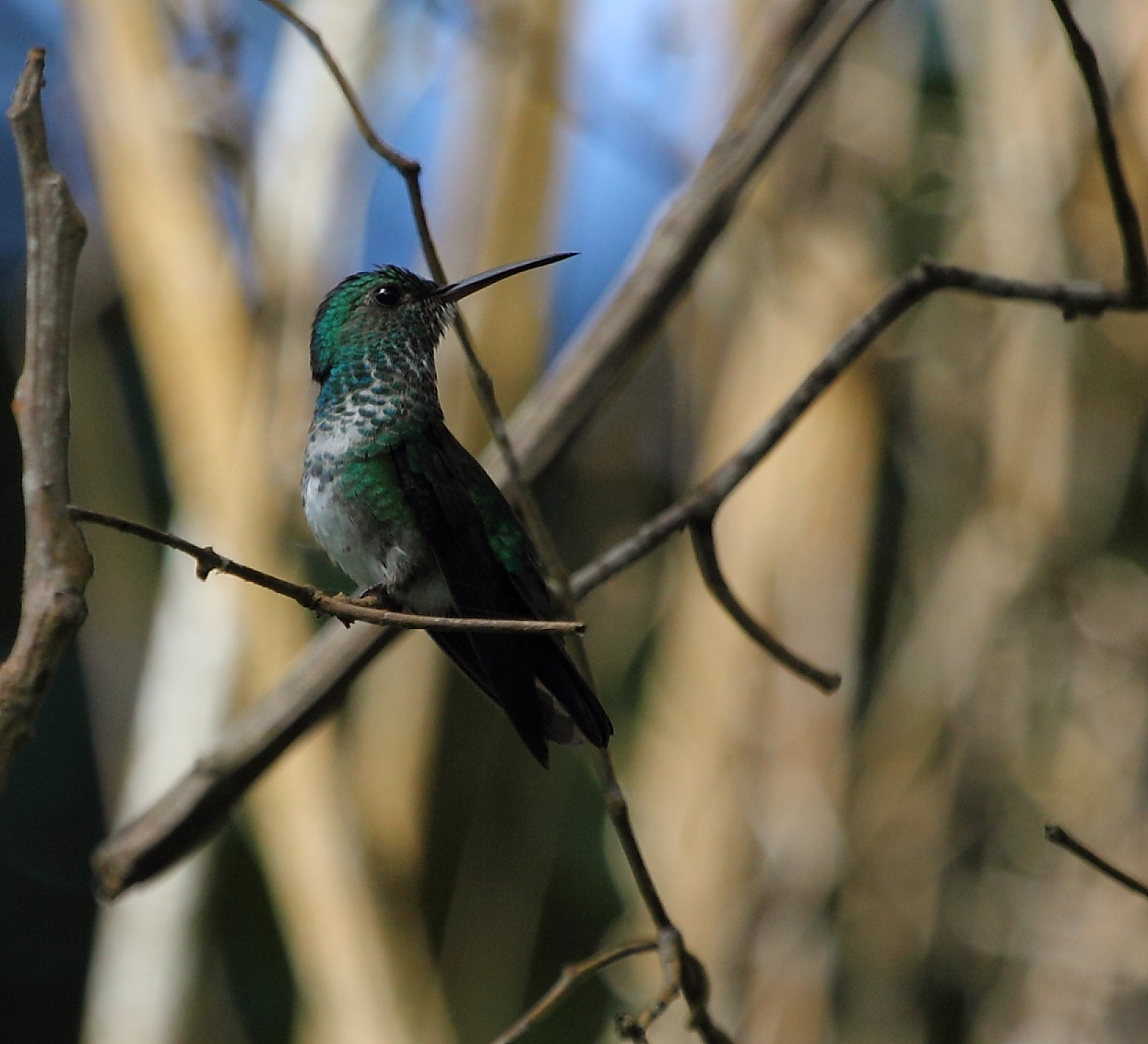
Samica szafirka modrogardłego

## Podgatunki i zasięg występowania
Występuje na rozległych obszarach Ameryki Południowej od Trynidadu, Wenezueli i Kolumbii na północy przez Gujanę, Surinam i Gujanę Francuską po Nizinę Amazonki, w której przez Brazylię sięga po wschodni Ekwador i Peru. Najdalej na południe sięga wzdłuż wybrzeży Brazylii, gdzie wraz z wilgotnymi lasami pasa nabrzeżnego spotkać go można aż po Rio de Janeiro.
Wyróżnia się następujące podgatunki:
- C. n. notata (Reich, 1793), większość zasięgu gatunku: od północnej Kolumbii przez Wenezuelę, Trynidad, region Gujana po Brazylię[8].
- C. n. obsoleta J.T. Zimmer, 1950, notowany w północno-wschodnim Peru[8].
- C. n. puruensis (Riley, 1913), południowo-wschodnia Kolumbia i pogranicze peruwiańsko-brazylijskie[8].

## Morfologia
Długość ciała wynosi ok. 8,9 cm, masa średnio 3,8 grama. W upierzeniu występuje, charakterystyczny dla kolibrów, dość wyraźny dymorfizm płciowy. Choć u obydwu płci dominuje zieleń. Samce mają żywsze kolory, opalizujące zielenią i błękitem – ten drugi zaznacza się na gardle, wierzchu głowy i grzbiecie – poza tym wyraźnie więcej jest zieleni. Lotki i sterówki nieco mniej opalizujące i ciemne: lotki prawie czarno-fioletowe, sterówki bardziej czarno-granatowe. U samicy zielono-niebieska szata mniej wyrazista i widoczna głównie w grzbietowej części ciała, od strony gardła, piersi i brzucha kolorowe pióra ustępują szarawej bieli. Skrzydła i ogon bardziej matowe, ciemnoszare. Dziób długi i dość prosty, tylko delikatnie zakrzywiony ku dołowi, u obu płci ciemny, górna część czarna, dolna u samca czerwonawa. Nogi krótkie i czarne. Poszczególne podgatunki różnią się w upierzeniu nieco proporcjami między kolorem niebieskim i zielonym.

## Ekologia i zachowanie
Choć pierwotnym środowiskiem występowania szafirków modrogardłych są tropikalne lasy deszczowe, spotykany jest również na obszarach przekształconych przez człowieka, jeśli tylko znajdzie tam odpowiednie źródła pokarmu. Preferuje obszary nizinne, notowany do maksymalnie 1000 m n.p.m. Na co dzień prowadzą samotniczy tryb życia, jednak w porze suchej gromadzą się licznie wraz z innymi kolibrami przy kwitnących drzewach z rodzaju Erythrina. Samce są mocno terytorialne, bronią swoich ulubionych żerowisk przed innymi kolibrami.
Lęgi odbywa w różnym czasie w zależności od regionu i rozkładu pory suchej/deszczowej, na Trynidadzie przypadają od lutego do czerwca. Gniazdo stanowi spory koszyczek umieszczony przez samicę na poziomo rosnącej gałązce na wysokości 2–5 metrów nad ziemią.

## Status zagrożenia
IUCN uznaje szafirka modrogardłego za gatunek najmniejszej troski (LC, Least Concern) nieprzerwanie od 1988 roku (stan w 2024). Liczebność populacji nie została oszacowana, ale ptak ten opisywany jest jako dość pospolity. Bardzo rozległy zasięg występowania, duża liczebność i adaptacja gatunku do życia także na terenach przekształconych przez człowieka powodują, że szafirek modrogardły nie jest zaliczany do gatunków zagrożonych. Z tych samych powodów trend liczebności populacji jest trudny do oszacowania.